# 谢尔盖·科库林
谢尔盖·維克托羅維奇·科庫林（羅馬化：Serhii Viktorovych Kokurin；1978年1月1日—2014年3月18日），乌克兰士兵。
2014年，他在俄罗斯对辛菲罗波尔摄影测量中心的袭击中阵亡。他是在2014年开始的乌俄战争中第一位被俄罗斯侵略者杀害的士兵。

## 传记
科库林于1978年1月1日出生于苏联乌克兰苏维埃社会主义共和国克里米亞州辛菲罗波尔。高中学历。1997年12月28日，他宣誓效忠乌克兰人民。在服役期间，科库林从列兵晋升为准尉。他在2013年夏天之前在辛菲罗波尔联合军事委员会任职，此后任乌克兰武装部队行动支持总局中央军事地形和导航部第13摄影测量中心后勤部门的负责人。他曾多次获得乌克兰国防部长和乌克兰武装部队总参谋长（总司令）颁发的荣誉。 
2014年3月18日，科库林在履行职责抵抗俄罗斯入侵者的斗争中牺牲。当时，入侵克里米亚的俄军“小绿人”在伊戈尔·吉尔金的带领下袭击了位于辛菲罗波尔的第13摄影测量中心。科库林当时守卫在能看到整个营区的一座瞭望塔上。 
俄罗斯媒体起初散布科库林被狙击手杀死的假消息。乌克兰目击者的证词反驳了这一说法：袭击者闯入乌克兰军事设施，用自动武器开火，并向瞭望塔开枪。尸检报告称“科库林是被从下往上发射的两颗5.45毫米子弹杀死的”，证明是伊戈尔·吉尔金带领的俄国部队的一名武装分子杀死了科库林。  
科库林去世后留下了他的妻子、儿子和当时尚未出生的小兒子谢尔盖·谢尔盖耶維奇·科庫林（Сергій Сергійович Кокурін, ），她们都搬到了南部港口城市敖德薩。

## 纪念
- 2014年7月19日因“在捍卫乌克兰国家主权和领土完整方面表现出的个人勇气和英雄主义”获追授三级勇气勋章（英语：Order for Courage）。
- 2015年12月，乌克兰武装部队作战安全总局摄影测量中心的团队在敖德萨建立了一座纪念碑，以纪念在抗击俄国入侵的战斗中牺牲的军事地形学家科库林准尉[6]。